# Slaget om Shanhaiguan
Slaget om Shanhaiguan eller Slaget om Shanhaipasset var ett slag utkämpat 27 maj 1644 vid Shanhaipasset i Hebeiprovinsen i Kina vid det östra slutet av Kinesiska muren. Slaget ledde till Mingdynastins (1368–1644) fall och Qingdynastins (1644–1912) erövring av Kina. Slaget stod mellan rebelledaren Li Zicheng som stred mot den manchuriska Qingdynastin och Mingdynastins general Wu Sangui. Wu Sangui tog hjälp av manchuerna för att bekämpa Li Zicheng. Li Zicheng flydde efter slaget, och Qingdynastin intog Peking och tog makten över Kina.

## Bakgrund
Qingdynastin grundades 1616 i Manchuriet i nordöstra delen av dagens Kina av Nurhaci (1559–1626), inledningsvis under namnet Senare Jindynastin. Det fanns redan från början fientligheter mellan Qingdynastin och Mingdynastin och konflikten blev värre och värre. Qingdynastins andra kejsare, Hung Taiji (r. 1626–1643), blev uppmuntrad av sina rådgivare att expandera riket och att verkligen försöka ta makten över Mingdynastins Kina. Kejsaren var tveksam till att erövra Kina men följde sina rådgivare och började expandera sitt rike i norr. 1639 hade han kontroll över både Korea, Inre Mongoliet och Liaodongs kuststräcka, och han började sakta ta stegen mot Mingdynastin längs den Kinesiska muren. Manchuernas offensiv mot Kina stannade upp i september 1643 när kejsare Hung Taiji dog, och ersattes med den då femåriga kejsaren Shunzhi (1638–1661). Den avlidna kejsarens bror, prins Dorgon (1612–1650) tog styret över riket och återupptog offensiven mot Mingdynastin.
Under 1600-talets början började revolterande rebeller göra uppror på olika platser i Mingdynastin. År 1630 anslöt sig Li Zicheng (1606–1645) till några bonderebeller och steg sedan snabbt i graderna. Mingdynastin försökte slå tillbaka upproren med varierad framgång. 1641 erövrade Li Zicheng Luoyang i Henanprovinsen och året efter intog han Xiangyang i Hubeiprovinsen. 1643 hade han erövrat Xi'an i Shaanxiprovinsen där han 1644 utropade sin egen dynasti Shundynastin (大順). I februari 1644 var Li Zicheng redo att bege sig mot Mingdynastins huvudstad Peking.
I början av 1644 led Mingdynastin av stora problem. Rikets finanser var mycket svaga vilket gjorde det svårt att betala militären. Landet var också hotat dels norrifrån av Qingdynastins manchuer som nått västra Liaodong, och även inifrån av rebeller, och då huvudsakligen av Li Zicheng som var på väg genom Shanxiprovinsen mot Peking.

## Pekings fall

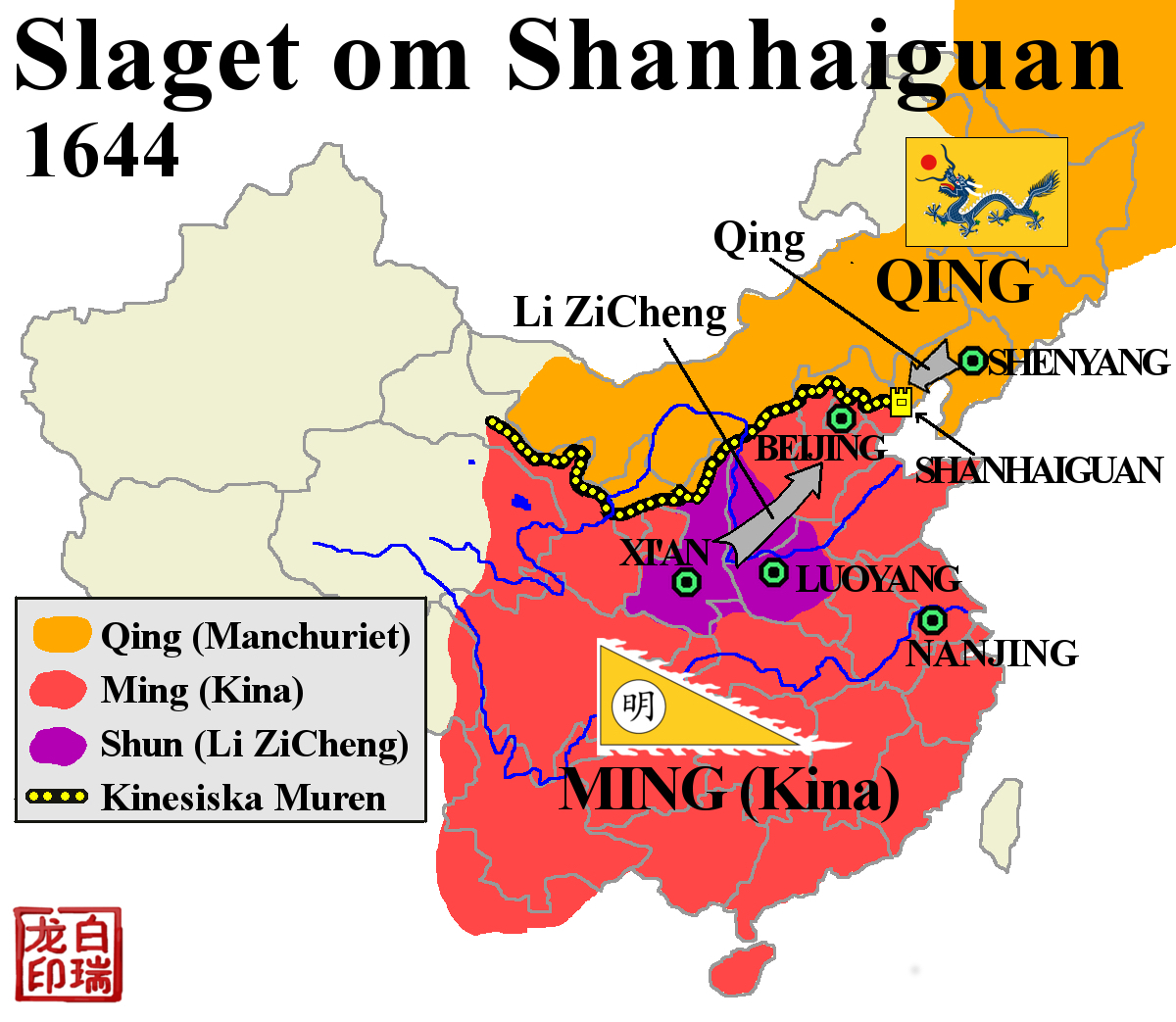
Karta över de stridandes territorierna innan slaget om Shanhaiguan.

Wu Sangui (1612–1678) var en högt ansedd general i Mingdynastins armé, och i början av 1644 var hans garnison placerad mer än 10 mil norr om den Kinesiska murens östra del. Den 6 april 1644 beordrades Wu Sangui av kejsaren Chongzhen (1611–1644) att dra tillbaka sin 80 000 man starka arme till Shanhaipasset, vilket är försvarsanläggningen där den Kinesiska muren når havet i öster. I mitten av april hade Wu Sangui sin trupp samlad innanför muren vi Shanhaipasset, och kunde nu snabbare vara till hjälp om huvudstaden behövde honom, även om han fortfarande befann sig 30 mil öster om Peking. Vid denna tiden hade nu Li Zicheng intagit Xuanfu (nära dagens Zhangjiakou), bara 15 mil från Peking.
21 april intog Li Zicheng fästningen Juyongguan och hade nu bara 5 mil kvar till Peking som han nådde två dagar senare. Meddelande skickades nu från Peking till Wu Sangui att han omgående skulle komma till stadens undsättning, och Wu Sangui begav sig med sina trupper mot huvudstaden. Han skulle dock inte hinna fram i tid. Den 24 april anföll Li Zicheng den mycket svagt försvarade huvudstaden och tog sig in i staden genom att eunucker öppnat en av stadsportarna i sydvästra delen av Peking. Efter att ha passerat den södra stadsmuren var det var fortfarande en försvarsmur kvar att forcera innan Li Zicheng nådde stadens huvudsakliga centrum. Denna mur forcerades under natten, och nu var det bara murarna runt det kejserliga palatset Förbjudna staden som skyddade kejsaren från rebellerna. I gryningen den 25 april klättrade den nu uppgivna kejsare Chongzhen upp på kullen i Jingshanparken norr om den Förbjudna staden och hängde sig i en balk i paviljongen på toppen av kullen, vilket var slutet för den 276 år långa Mingdynastin.
Wu Sangui möttes på sin väg mot Peking av beskedet att huvudstaden hade fallit, vilket gjorde att han vände tillbaka till sitt fäste vid Shanhaipasset. Han visste dock inte då att kejsaren var död. Han var även mycket orolig för sin far och sin familj och sin förälskelse, konkubinen Chen Yuanyuan, som alla var kvar i Peking.

## Slaget

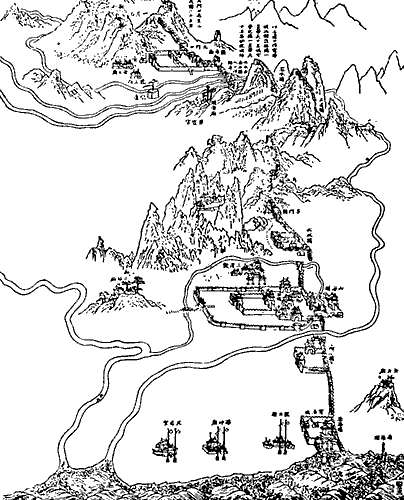
Illustration av Shanghaiguan vid tiden för slaget om Shanhaiguan.

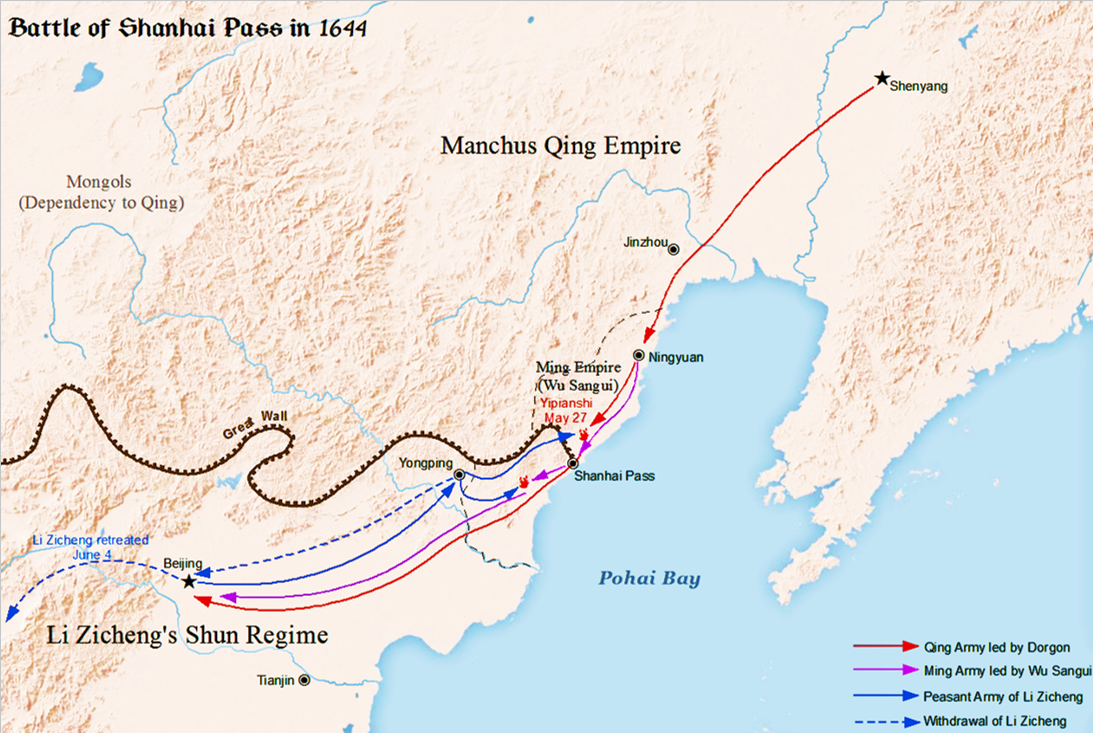
Översikt av trupprörelserna vid Slaget om Shanhaiguan.

Några av rebellerna skickades av Li Zicheng mot Shanhaipasset för att attackera Wu Sangui, men anfallet slogs med lätthet ner av Wu Sangui. Den 18 maj begav sig Li Zicheng personligen med en styrka på 100 000 man för att göra slut på Wu Sangui.
Wu Sangui stod nu mitt mellan två attackerande styrkor: Li Zichengs trupper från sydväst och manchuerna från norr. Wu Sangui var medveten om att det inte fanns några andra Ming-lojala trupper i närheten, och att han inte skulle klara en samtida attack från två håll. Wu Sangui stod inför ett till synes omöjligt dilemma, men han valde en delvis diplomatisk lösning och skickade ett brev till manchuernas prins Dorgon som mottogs den 20 maj:
| ”                                   | Jag ber dig att överväga de lojala och rättfärdiga orden från en ensam överlevande tjänare av den fallna dynastin, att skyndsamt tillsätta en stark stormtrupp, tillsammans med mina styrkor, så att våra gemensamma krafter kan slå hela vägen till huvudstadens stadsport, tillintetgöra de ambulerande banditerna som är i palatset, på detta sätt visa rättfärdighet i Kina. Mitt lands belöning till ditt Norra rike kommer inte bara bli rikedom och värdesaker, utan med säkerhet även leda till ett utökat territorium också. | „ |
| – Wu Sanguis brev till prins Dorgon | |   |

Den 25 maj 1644 anlände Li Zicheng med sina trupper till en kulle i utkanten av Shanghaiguan vid floden Sha (沙河), och Wu Sangui hade också sina trupper redo vid floden. Prins Dorgons trupper var i hög fart på väg mot slagfältet, och på kvällen den 26 maj var de bara 8 km från Shanhaipasset där de tvingades stanna för att ta rast. När solen gick upp den 27 maj mötte och välkomnade Wu Sangui personligen prins Dorgons vid Shanhaipasset. Wu Sangui gav formellt upp, och öppnade porten genom den Kinesiska muren, och släppte in manchuerna.
Wu Sanguis trupper anföll inledningsvis Li Zicheng vid Sha-floden utan hjälp från manchuerna, och led stora förluster. En sandstorm blåste upp från väster och försvårade striden, och i skydd av sandstormen anföll Qing-armen Li Zichengs vänstra flank och bröt deras försvarslinje. Li Zichengs trupper förstod att de mött ett alltför starkt motstånd, och flydde mot Peking. Li Zicheng nådde Peking med det som var kvar av armén den 31 maj. Han var nu helt utom kontroll och i vrede och hämndbegär började han tortera och halshugga stadens invånare. Efter tre dagar, den 3 juni, satte han sig på tronen i den Förbjudna staden och förklarade sig som kejsare över Shundynastin. Därefter tände han eld på palatset och stal allt han kunde få med sig, för att sedan fly västerut.

## Epilog

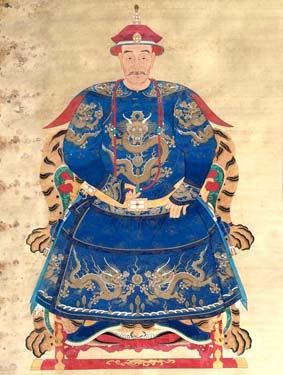
General Wu Sangui.

Den 30 oktober 1644 installerades den sexåriga kejsaren Shunzhi på tronen i den Förbjudna staden. Qingdynastin styrde därefter Kina i 268 år fram till Xinhairevolutionen 1911.
Li Zicheng flydde från Peking tillbaka genom Shanxiprovinsen till Xi'an. Han fortsatte som kringresande stridande mot Qingdynastins arme tills han 1645 plötsligt var försvunnen. Det är tänkbart att han dog i strid vid ett bakhåll vid Jiugong-berget i Hubeiprovinsen, men det påstås även att han drog sig tillbaka och blev munk i Jiashan-templet (夹山寺) i Shimen i Hunanprovinsen.
Wu Sangui blev 1645 tilldelad titeln Prinsen som lugnar västren (平西王) av Qinghovet för hans insats vid Shanhaipasset. 1659 blev han befälhavare över Yunnanprovinsen. Wu Sangui avslutade sin militära karriär genom att rebellera mot Qingdynastin. Detta ledde till inbördeskrig fram till att Wu Sangui avled 1678.